# Waldemar Woehl
Waldemar Woehl (* 31. August 1902 in Lipine; † 9. Dezember 1976 in Waldböckelheim) war ein deutscher Herausgeber, Komponist und Musikpädagoge.

## Leben

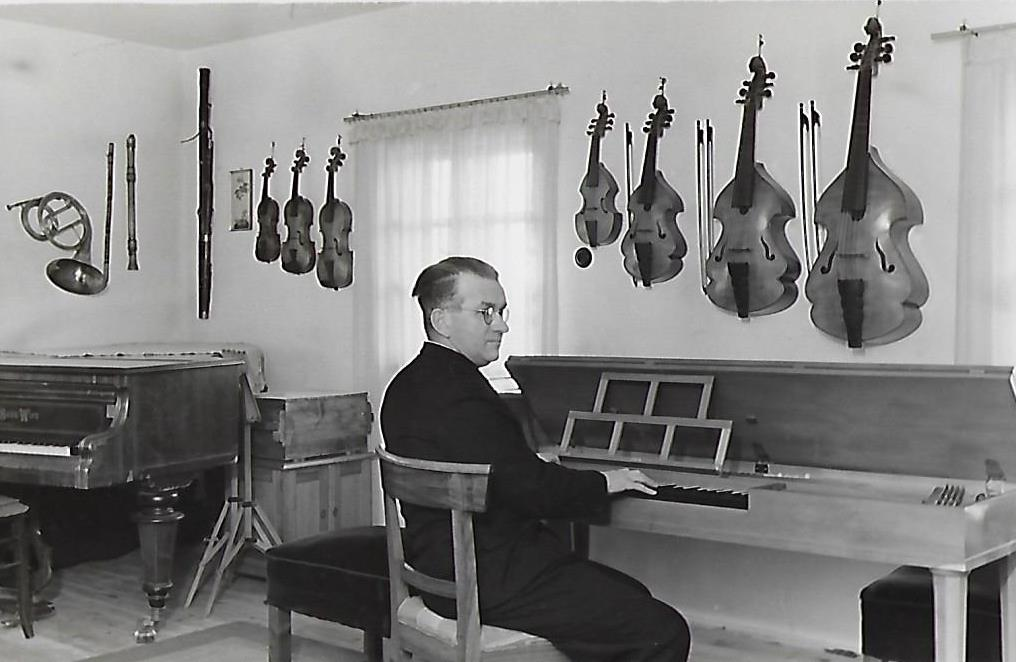
Waldemar Woehl zu Beginn der 1950er Jahre

Waldemar Woehl wurde in Lipine (heute: Lipiny/Polen) geboren. Er war der älteste Sohn des Musiklehrers Paul Woehl. Die Familie zog nach Myslowitz (heute: Mysłowice/Polen), wo Paul Woehl eine Anstellung als Seminaroberlehrer am Lehrerseminar gefunden hatte. Waldemar Woehl besuchte hier das humanistische Gymnasium bis zum Abitur.
Von 1921 bis 1924 studierte Woehl an der Akademie für Kirchen- und Schulmusik in Berlin bei August Halm und erwarb die Befähigungen als Organist, Chorleiter und Musiklehrer an höheren Lehranstalten. Während seiner Studienzeit war er Organist und Chordirigent der katholischen Heilig-Kreuz-Kirche in Berlin-Wilmersdorf.
Seine berufliche Tätigkeit führte ihn zunächst als Chordirektor ans Theater der Stadt Münster. Diese Arbeit stellte ihn jedoch nicht zufrieden, sodass er 1926 wieder ausschied. Danach wirkte er bis 1933 als Lehrer für Musiktheorie und Musikerziehung an der Fachschule für Musik, Tanz und Sprache (später: Folkwang-Schule) in Essen. In der Zeit von 1925 bis 1933 wirkte er außerhalb der Schule in vielen Arbeitskreisen der Jugendmusikbewegung, u. a. mit Herrmann Erpf, Fritz Jöde und Rudolf Schulz-Dornburg.
Mit Beginn der Naziherrschaft wurde die Folkwangschule für Gestaltung in die Folkwang-Handwerkerschule umgewandelt. Viele Lehrkräfte wurden entlassen, unter ihnen auch Waldemar Woehl. Danach war er selbständig tätig als Privatmusiklehrer. In diese Zeit fällt auch die Zusammenarbeit mit Gleichgesinnten zur Weiterentwicklung der Ideen der Jugendmusikbewegung. Bis 1939 fanden Hauskonzerte statt zur Pflege und werkgetreuen Wiedergabe der während der Jugendmusikbewegung „neu“ entdeckten Barockmusik unter Verwendung von Nachbauten historischer Originalinstrumente.
Von 1929 bis Anfang der 1950er Jahre war er tätig als Herausgeber von Noten mit dem Schwerpunkt barocker Kammer- und Orchestermusik, darunter zahlreiche Ausgaben in der Reihe Hortus Musicus von Bärenreiter. Er veröffentlichte 1930 die erste deutsche Blockflötenschule.
1937 gelang es ihm, als Lehrer für Instrumentalkunde an der Hochschule für Lehrerbildung in Bonn zu arbeiten; diese Tätigkeit endete dann wegen Kriegsausbruchs im September 1939. Nach kurzer Mitwirkung im Kärntner Musikschulwerk (insbesondere war er zuständig für die Musiklehreraus- und ‑fortbildung) folgten bis 1945 Militärdienst und Kriegsgefangenschaft.
Die Zeit nach dem Krieg war gekennzeichnet durch vielfältige Aktivitäten, um sich auf musikalischer Basis eine neue wirtschaftliche Existenz aufzubauen. In Soyen/Oberbayern gründete er ein Hausmusikheim zur originalgetreuen Pflege barocker Kammermusik, das jedoch über einige wenige Aktivitäten nicht hinauskam. 1957 folgten der Umzug nach Rheinland-Pfalz und die Aufnahme einer geregelten Unterrichtstätigkeit als Musiklehrer an der Jugendmusikschule Frankfurt/Main.
Ab 1958 wirkte er in seiner neuen Heimatgemeinde Waldböckelheim als Organist in der evangelischen Kirchengemeinde, bis 1964 war er gleichzeitig Leiter des Kirchenchores. Seine zahlreichen Sätze zu Kirchenliedern folgen sehr streng der barocken Harmonielehre.
Seinen Dienst als Organist versah er – mit Unterbrechungen – bis zu seinem Tod. Er starb am 9. Dezember 1976 in Waldböckelheim.
Sein Sohn ist der Orgelbauer Gerald Woehl.

## Veröffentlichungen (Auswahl)
- Kurze Spielanweisung für das Scheitholz
- Die Blockflöte
- Melodielehre
- Klavierbuch für den Anfang
- Musik für Blockflöten

## Notensätze (Auswahl)
- Sollt ich meinem Gott nicht singen.
- Freut euch des Herrn (Introituspsalm).[3]

Woehls Noten-Editionen erschienen seit ca. 1930 in unterschiedlichen Verlagen und erleben Nachdrucke und Neuauflagen bis in die Gegenwart. Er war Herausgeber und Bearbeiter folgender Barock-Komponisten:
- Johann Sebastian Bach
- Johann Adam Birkenstock
- Arcangelo Corelli
- Johann Friedrich Fasch
- Johann Caspar Ferdinand Fischer
- Georg Friedrich Händel
- Joseph Haydn
- Wolfgang Amadeus Mozart
- Johann Christoph Pepusch
- Johann Christoph Pez
- Henry Purcell
- Alessandro Scarlatti
- Johann Abraham Schmierer
- Georg Philipp Telemann